# Coorongia gahniae
Coorongia gahniae är en insektsart som beskrevs av Williams 1985. Coorongia gahniae ingår i släktet Coorongia och familjen ullsköldlöss. Inga underarter finns listade i Catalogue of Life.